# 233 Asterope
Asterope /əˈstɛrəpiː/ (định danh hành tinh vi hình: 233 Asterope) là một tiểu hành tinh hoàn toàn lớn ở vành đai chính. Ngày 11 tháng 5 năm 1883, nhà thiên văn học người Pháp Alphonse L. N. Borrelly phát hiện tiểu hành tinh Asterope khi ông thực hiện quan sát tại Đài thiên văn Marseille ở Marseille, Pháp và đặt tên nó theo tên của Asterope (hoặc Sterope), một trong bảy nữ thần Pleiades
Asterope có bề mặt tương đối tối, ở vành đai chính và là một tiểu hành tinh kiểu T hiếm hoi.